# Tilapia Marii
Tilapia Marii (Pelmatolapia mariae) – gatunek słodko- i słonawowodnej, roślinożernej ryby okoniokształtnej z rodziny pielęgnicowatych (Cichlidae). Gatunek typowy rodzaju Pelmatolapia. Użytkowany gospodarczo jako ryba konsumpcyjna, komercyjnie poławiany dla potrzeb akwarystyki. Dzięki wysokiej płodności, agresywnym zachowaniom oraz plastyczności ekologicznej stał się gatunkiem inwazyjnym i znaczącym szkodnikiem na obszarach introdukcji.

## Występowanie
Afryka Zachodnia i Środkowa – od Wybrzeża Kości Słoniowej po Nigerię. Gatunek szeroko rozprzestrzeniony w przybrzeżnych lagunach oraz w dolnym biegu rzek. Zasiedla wody stojące i płynące, nad skalistym lub mulistym dnem. Został introdukowany między innymi w Australii i Stanach Zjednoczonych, gdzie zaaklimatyzował się i wytworzył stabilne populacje.

## Budowa
Ciało krótkie, głębokie. Głowa zaokrąglona, z małym otworem gębowym. Oczy czerwone. Ubarwienie górnej części ciała zmienne, zależne od wieku ryby – od żółtawo-zielonego u młodych osobników po ciemnooliwkowe u dojrzałych. Przez boki ciała przebiega od 5 do 9 pionowych pasów, w środkowej części przechodzących w ciemniejsze plamy.
Dorosłe osobniki osiągają przeciętnie około 17 cm, maksymalnie 39 cm długości całkowitej (TL). Największa odnotowana masa ciała wynosi 1,36 kg.

## Rozród
P. mariae uzyskuje dojrzałość płciową przy długości ciała 10–15 cm. Samica składa na podłożu 600–3300 sztuk ikry. Rodzice opiekują się zarodkami i młodymi do osiągnięcia przez nie około 3 cm długości.

## Klasyfikacja
Gatunek ten zaliczony został do rodzaju Tilapia. Jego pozycja filogenetyczna została zakwestionowana badaniami molekularnymi, które sugerują, że nie jest on blisko spokrewniony z Tilapia s. s. Został przeniesiony do rodzaju Pelmatolapia, dla którego jest typem nomenklatorycznym.